# Khu vực đồn Long Khốt
Khu vực đồn Long Khốt là một di tích lịch sử cấp Quốc gia tọa lạc tại huyện Vĩnh Hưng, tỉnh Long An. Nơi đây lưu dấu chiến công 43 ngày đêm của Bộ đội Biên phòng Long An trong bảo vệ biên giới Tây Nam năm 1978.
Năm 1997, đồn Long Khốt được Uỷ ban nhân dân tỉnh Long An xếp hạng di tích cấp tỉnh. Năm 2019, được Bộ Văn hóa - Thể thao và Du lịch xếp hạng di tích cấp Quốc gia theo Quyết định số 1792/QĐ-BVHTTDL.